# Astrup (Ringkøbing-Skjern Kommune)
 For alternative betydninger, se Astrup. (Se også artikler, som begynder med Astrup)
Astrup er en by i Vestjylland med 276 indbyggere  (2024), beliggende 10 km syd for Videbæk, 16 km øst for Lem, 28 km sydøst for Ringkøbing og 11 km nordøst for Skjern. Byen hører til Ringkøbing-Skjern Kommune og ligger i Region Midtjylland. I 1970-2006 hørte byen til Skjern Kommune.
Astrup hører til Faster Sogn og er sognets eneste by. Faster Kirke ligger i landsbyen Faster 2 km syd for Astrup.

## Genforeningssten
Faster Sogn har en sten til minde om Genforeningen i 1920. Den står ved vejkrydset i Faster og blev afsløret i forsommeren 1921. Der har i sognet været endnu en genforeningssten, som stod ved Slumstrupvej 5 på Faster Mark. Den blev i 2019 flyttet til Birkager Alle 16 i Skjern.

## Faciliteter
- Faster Skole er en folkeskole med 99 elever, fordelt på 0.-6. klassetrin i ét spor. Efter 6. klasse kan eleverne komme på Kirkeskolen i Skjern.[4] SFO'en har ca. 35 elever.
- Ved siden af skolen ligger daginstitutionen Mariehønen, der er en idrætsbørnehave med ca. 30 børn. 1.april 2018 åbnede Mariehønen også en vuggestue, der har plads til 12 børn.[5]
- "Aktivitetshuset" blev opført i 2004. Det er bygget sammen med skolen og bruges især af dens elever, men borgerne kan også leje de to mødelokaler, hallen med 3 badmintonbaner og skolens gymnastiksal.
- Der er forsamlingshus både i Astrup og Faster.
- Et fælleshus/busskur blev indviet i 2024.[6]

### Købmand
Byen har haft både brugsforening og købmand, men de fusionerede i 1992. 400 af egnens borgere dannede et selskab og skød penge i den nye købmandsforretning. Den flyttede i 2009 ind i det gamle Faster Andelsmejeri, der var blevet renoveret. Forretningen fylder det meste af stueetagen, og på 1. sal er der flere mindre virksomheder. Købmandsforretningen havde i 2018 en omsætning på 10,2 mio. kroner, og der var 11 personer på lønningslisten.
Købmanden har bl.a. udlejning af skinnecykler på Skjern-Videbæk banen.

### Faster Andelskasse
Faster Andelskasse i Astrup blev stiftet i 1919 og har modstået alle opfordringer til at blive opslugt af Danske Andelskassers Bank. Andelskassen har 11 ansatte, heraf 2 i Lem-afdelingen, der blev oprettet i 2017.
I december 2019 blev Faster Andelskasse lagt sammen med Andelskassen Oikos, der havde hovedsæde i København og afdeling i Aarhus.

## Historie
På det høje målebordsblad fra 1800-tallet findes kun et vejkryds og to høje (Aalehøje) der hvor Astrup opstod. I 1906 havde Astrup pogeskole, kro og mølle, mens skole og andelsmejeri lå ved kirken. På det lave målebordsblad fra 1900-tallet ses desuden begge forsamlingshuse.